# Хактивизм
Хактиви́зм (англ. hacktivism; словослияние от хакер и активизм) — использование незаконными способами компьютеров и компьютерных сетей для продвижения политических идей, свободы слова, защиты прав человека и обеспечения свободы информации.
Философия хактивизма основывается на идее о высокой эффективности надлежащего использования технологий в протестном движении и, в частности, акциях гражданского неповиновения. Понятие хактивизма было введено членом «Omega» медиаорганизации Cult of the Dead Cow. Со временем понятие получило двойственную трактовку. Под хактивизмом может подразумеваться как компьютерный терроризм, так и социально ориентированный хакинг. Совершаемые некоторыми хактивистами DDoS-атаки подвергаются критике как действия, не соответствующие принципам свободы слова. Так, в 2006 году анти-спам-сообщество Blue Security совершило DDoS-атаку против ресурсов спамеров, в ответ на которую на само сообщество была совершена ещё более мощная атака. В результате Blue Security прекратило борьбу со спамерами. Против DDoS-атак, совершённых группой Anonymous в поддержку ресурса WikiLeaks, выступил и основатель EFF Джон Барлоу:

Я поддерживаю свободу самовыражения, безразлично чью, так что я выступаю против DDoS-атак безотносительно их цели… они ядовитый газ киберпространства…
Оригинальный текст (англ.)I support freedom of expression, no matter whose, so I oppose DDoS attacks regardless of their target… they’re the poison gas of cyberspace…

Джей Лейдерман, однако, выступающий в защиту хактивистов, утверждает, что DDoS-атаки являются оправданным видом протеста в случаях ограниченного времени, места и количества методов воздействия.

## История
Культура хакинга зародилась ещё в 1950-е годы, однако политические идейные хакеры появились лишь в 80-90 годы.
Ранние поколения хактивистов, выступавшие против цензуры и нарушений прав человека, не использовали кибертехнологии с целью нанести непоправимый ущерб интернет-инфраструктуре организации или госорганов — в отличие от современных. Также, многие из ранних представителей движения заранее четко обозначали свою мотивацию и планы. Так, в 1998 г. американская хакерская группировка Legions of Underground объявила кибервойну Ираку и Китаю. Группировка намеревалась совершить серию кибератак, чтобы заблокировать интернет-доступ в знак протеста против нарушений прав человека. Вскоре после объявления войны, мировое комьюнити хакеров осудили группировку:
«Мы, (подпись), решительно осуждаем любую попытку использовать хакерские навыки для нанесения вреда и разрушения информационной инфраструктуры страны по какой-либо причине. По закону, никто не может открыть нации доступ к информации посредством выведения из строя её информационных сетей.»
С появлением в 2003 г. группировки Anonymous хактивистская деятельность расширилась: теперь политически активные хакеры объединялись в международные сети и совершенствовали технологии доступа к веб-сетям. Цели также претерпели эволюцию — сугубо социальный и политический активизм все чаще сменяется атаками без цели выразить протест против существующего порядка — just for lulz — для развлечения .
С появлением Anonymous и его многочисленных ответвлений арсенал кибер-активизма включает DoS-атаки, кражу данных, искажение интерфейса, взлом персональных аккаунтов в соцетях (Twitter, Facebook) и т. д. Крупнейшими мишенями группировки стали Sony, Fox, Пентагон, ФБР. Ужесточились методы и приемы — ранее хакеры использовали интернет для политической пропаганды, теперь же они наносят серьёзный ущерб информационным системам и похищают ценную информацию организаций.
В марте 2022 в связи с войной России на Украине разработчик Node-IPC, пакета для Node.js, вставил код: удалить все файлы, если IP-адрес российский или белорусский. В обсуждениях этой программной закладки появился новый термин — protestware. Разработчики ChainAlert, системы поиска ненадёжного ПО, опубликованного через взломанный GitHub, решили расширить свою программу и на случаи авторского саботажа. В дом разработчика Node-IPC ложно вызвали штурмовую группу.

## Принципы
Изначально хактивисты провозглашали одну основную идею — информация в сети интернет должна быть открыта для всех.
Steven Levy в 1984 году определил шесть базовых принципов хакерской этики, три из которых характеризуют хактивизм:
1. Доступ к компьютерам не может быть ограничен
2. Вся информация должна находиться в свободном доступе
3. Недоверие к властным структурам приведет к децентрализации власти

В июле 2001 г. подразделение Hacktivismo группировки cDc публикует декларацию, которая опирается на Всеобщую декларацию ООН по правам человека. В своей декларации члены Hacktivismo говорят о праве на собственное мнение и свободу его выражения и заявляют свое намерение разрабатывать технологии, позволяющие обойти государственную цензуру в Интернете.

## Подходы к определению
Не следует путать хактивизм и кибертерроризм: несмотря на кажущееся сходство методов и целей, они различаются по ряду параметров.
Оба явления позиционируются как способ выражения протеста в интернет-пространстве. Однако, политический или социальный хактивизм не ставит целью распространить чувство страха в большой группе людей (как в результате террористического акта в реальности). Методы хактивистов направлены на затруднение работы организаций в киберпространстве, не на выведение систем из строя и нарушение доступа обычных граждан к информации. Их цель — выражение мнения, протеста, политических идей. Применение хакерских инструментов и технологий без конкретной мотивации, цели не вписывается в рамки понятия. Хактивизм — электронная форма гражданского неповиновения. Специальный агент ФБР Марк Поллитт определяет кибертерроризм как «преднамеренные политически мотивированные атаки на информационные, компьютерные системы, компьютерные программы и данные, выраженные в применении насилия по отношению к гражданским целям со стороны субнациональных групп или тайных агентов». Политически мотивированные атаки, причиняющие серьёзный вред, типа серьёзных экономических затруднений или длительных остановок энергоснабжения, водоснабжения, можно также охарактеризовать как кибертерроризм.
Некоторые исследователи (Hacktivism, cyber-terrorism and cyberwar: the activities of the uncivil Авторы: Stefano Baldi, Eduardo Gelbstein, Jovan Kurbalija) выделяют три группы хактивистов по методам использования технологий: они используют киберпространство для 1) распространения информации 2) затруднения работы интернет-сетей 3) взлома и разрушения киберсистем (распространение червей и вирусов, создание фейковых сайтов (в случае с сайтом ВТО)).
Другая группа исследователей делает акцент на мирных целях и средствах хактивистов, когда речь идёт об отличиях от кибер-террористов — хактивизм продвигает идеи или протест против несправедливых законов и организаций.
Исследователи Эбби Гудрам и Марк Мэнион выделяют хакерские атаки, произведённые в политических целях, — такие атаки могут быть социально обусловлены и оправданы с точки зрения этики, не причиняют вреда компьютерным системам, не приносят материальной выгоды хактивистам
Ken Himma говорит о разнице между актами гражданского неповиновения civil disobedience и хактивизмом — действия в рамках последнего выполняются анонимно и наносят больший ущерб. Так, например, DoS-атаки на ресурсы граждан напрямую затрагивают тему нарушения прав человека — права на свободу слова и самовыражения, право собственности. Таким образом, атаки, направленные на разрушение веб-инфраструктуры и не сопровожденные никаким политическим сообщением, не могут считаться актом хактивизма (в пример приводится кибератака на сайт Amazon.com, которая могла быть произведена по какой угодно причине, что не было четко обозначено).

##### Этическое измерение
Ввиду отсутствия нормативной и этической базы, поныне ведутся споры о том, насколько оправданы акты гражданского неповиновения в сети, хактивизм и каковы границы политического протеста в интернете.
Впрочем, Гудрам и Мэнион приходят к заключению, что хактивисты сами виноваты в том, что их обвиняют в аморальности — ущерб, наносимый ими правам человека, в итоге превосходит положительный результат их действий.

## Представители движения

#### Известные группировки
- Anonymous
- Chaos Computer Club
- Cult of the Dead Cow
- Projet Chanology
- Telecomix
- LulzSec

#### Люди
- Аарон Шварц
- Ричард Столлман
- Эдвард Сноуден
- Петер Сунде
- Джулиан Ассанж
- Амир Тааки

## Прецеденты
Конфликт в Косово считается первой интернет-войной. Правительственные и неправительственные лица одинаково стремились использовать сеть интернет для распространения информации, ведения пропаганды, причинения вреда противнику, привлечения новых сторонников. Хакеры использовали сети для осуждения военных действий как Югославии, так и НАТО, путём нарушения работы правительственных компьютеров и получения контроля над сайтами. Индивидуумы рассказывали в Интернете истории об опасностях и ужасах войны, а политики и общественные деятели использовали всемирную паутину для того, чтобы их призывы достигли как можно более широкой аудитории. Люди всего мира обсуждали в сети спорные вопросы и обменивались текстами, изображениями и видео, которых нельзя было найти в иных средствах массовой информации. В апреле 1999 года газета Los Angeles Times написала, что Косовский конфликт превратил киберпространство в нематериальную военную зону, где сражение за умы и сердца ведётся с помощью электронных изображений, групповых почтовых рассылок и хакерских нападений. Энтони Пратканис, профессор психологии Калифорнийского университета Санта Крус, отметил: «то, что вы видите сейчас — это только первая волна того, что очень скоро станет важным, высокоорганизованным инструментом в старой традиции пропаганды военного времени… это должно, если уже не принесло, то принести беспокойство военным стратегам».
В ходе Интернет-протестов в Иране в 2009 году группа Anonymous сыграла определённую роль в распространении информации, создав веб-сайт Anonymous Iran и выпустив также видео-манифест иранского правительства.
В 2011 г. Google привлек разработчиков из SayNow и Twitter, чтобы обеспечить связь египетского народа после санкций правительства и отключения электроэнергии и Интернет-сети. В результате была создана служба Speak To Tweet, в которой голосовое сообщение пересылалось по телефону в Twitter со ссылкой на голосовое сообщение на SayNow Google. Также, в момент отключения Интернета в Египте в 2011 г. работал проект Telecomix, позволявший обойти блокировку сетей.
В 2016 г. группировки Anonymous и New World Hackers взяли ответственность за атаки, произведённые в знак протеста против блокировки доступа в интернет Джулиану Ассанжу в связи с публикацией на WikiLeaks документов, «способных повлиять на исход выборов в США». По официальным данным, доступ был прерван правительством Эквадора.

##### В России
Общественные онлайн-кампании приводят к большому резонансу с минимальными политическими издержками, что решили использовать российские власти. В РФ было создано несколько проектов с политической подоплекой, самыми крупными стали «Российская общественная инициатива» и «Активный гражданин». РОИ предполагает, что петиция, собравшая больше 100 тысяч голосов, отправляется на рассмотрение экспертов Госдумы. Самые популярные инициативы о запрете закупок дорогих автомобилей для чиновников, о свободе интернета, о праве на хранение оружия дома, о запрете спецсигналов для чиновников были отклонены экспертами.
Народные интернет-акции коснулись сайтов государственных организаций, СМИ, экономических организаций, стратегически важных предприятий и организаций РФ.
Официальный сайт Президента Российской Федерации подвергается атакам хактивистов практически с момента его создания. «Нынешняя хакерская атака на Kremlin.ru стала самой мощной попыткой дестабилизировать работу ресурса за всю его историю». И это несмотря на то, что атаки на сайт Президента РФ регулярно происходят вот уже более десяти лет. Так ещё, 19 декабря 2003 года, действовавший на тот момент руководитель ФСБ сообщил журналистам следующее: «В истекшем году только на сайт Президента Российской Федерации было осуществлено около 100 тысяч компьютерных атак. Всего же в 2003 году зарегистрированы свыше 730 тысяч атак на интернет-представительства органов государственной власти».
Очевидно, с целью дестабилизации экономической обстановки практически одновременно с атакой на сайт Президента РФ, хактивисты атаковали сайт Центрального Банка России. В этот же день хакерам удалось парализовать работу сайта Министерства иностранных дел.

## Влияние
Хактивизм оказал влияние на международную безопасность и правовую среду: совершая атаки с территории одного государства против другого, хакеры остаются нераскрытыми и не могут быть привлечены к ответственности. Такие прецеденты осложняют отношения между государствами: так, например, случилось весной 2007 г., когда российские хактивисты развернули серию разрушительных кибератак на эстонские сети в знак протеста против демонтажа советского мемориала. Тогда Россия отклонила просьбу Эстонии о помощи, заявив, что данный запрос не подкреплялся каким-либо договором о взаимной правовой помощи в данной сфере.
Советом Европы была предложена Конвенция о киберпреступности, включающая требования о взаимопомощи в случае кибератак, но России среди подписантов нет.
В целом, активная деятельность хакерских организаций привела к тому, что государства стремятся укрепить интернет-инфраструктуры, выстраивают стратегии защиты от киберугроз. На международном уровне несколько стран, включая США, направили силы на заключение по вопросам кибербезопасности взаимных соглашений о юридической помощи, экстрадиции, разграничении разведывательных полномочий, унификации законов таким образом, чтобы киберпреступники могли преследоваться в судебном порядке даже в том случае, когда преступление пересекает границы. Эти усилия не сосредоточены на борьбе с хактивизмом или кибертерроризмом, скорее, они направлены на решение таких проблем, как компьютерное мошенничество, детская порнография в Интернете, электронное пиратство, все формы незаконного доступа. Также под действие этих соглашений попадают действия государства по развязыванию кибервойны и использованию компьютерных нападений в качестве военного оружия.
Некоторые хакеры принципиально отказываются от атак на государственные сайты и серверы.

## В массовой культуре
Феномен политически окрашенного хакинга все чаще затрагивается в художественном и документальном кино. В основу фильмов о хактивизме легли истории Аарона Шварца (The Internet’s Own Boy: The Story of Aaron Swartz, 2014), Эдварда Сноудена (Citizen Four, 2014), Джулиана Ассанжа и Викиликс (We Steal Secrets: The Story of WikiLeaks, 2013), английского математика Алана Тьюринга (Breaking the Code, 1996).
Тема хакинга освещается в сериале Mr. Robot, 2015.